# Beata Tyszkiewicz
Beata Maria Helena Tyszkiewicz (Wilanów, 1938. augusztus 14. –) lengyel színésznő. 
Férje  Andrzej Wajda rendező volt, akivel több filmben is együtt dolgoztak. 2003 óta a Dancing with the Stars lengyel változatának zsűritagja.

## Filmjei
- 1956 - Zemsta - Klara (filmrendező: Antoni Bohdziewicz)
- 1961 - Samson - Stasia (filmrendező: Andrzej Wajda)
- 1964 - Rękopis znaleziony w Saragossie - donna Rebecca Uzeda (filmrendező: Wojciech Jerzy Has)
- 1965 - Popioły (filmrendező: Andrzej Wajda)
- 1968 - Lalka - Izabela Łęcka (filmrendező: Wojciech Jerzy Has)
- 1969 - Wszystko na sprzedaż - Beata (filmrendező: Andrzej Wajda)
- 1975 - Éjszakák és nappalok (filmrendező: Jerzy Antczak)
- 1978 - Éjszakák és nappalok (tévéfilm; rendező: Jerzy Antczak)
- 1979 – Útközben (rendező Mészáros Márta)
- 1980 - Kontrakt (filmrendező: Krzysztof Zanussi)
- 1982 - Edith et Marcel (filmrendező: Claude Lelouch)
- 1983 - Szexmisszió - Berna (filmrendező: Juliusz Machulski)
- 1984 - Vabank II (filmrendező: Juliusz Machulski)
- 1986 - Zürichi páncélterem (tévésorozat; rendező: Celino Bleiweiß) - Anna Breza
- 1988 - Bernadette - Pailhasson (filmrendező: Jean Delannoy)
- 1991 - Felső tízezer dollár - Roman anyja (filmrendező: Juliusz Machulski)
- 1991 - Ferdydurke - néni (filmrendező: Jerzy Skolimowski)
- 1992 - La Petite apocalypse (filmrendező: Costa-Gavras)
- 2006 - Plac Zbawiciela (filmrendező: Krzysztof Krauze)
- 2011 - Listy do M. - Malina

Szinkronszínészként
- 2011 - Anyát a Marsra - Főellenőr
- 2012 - Asterix és Obelix: Isten óvja Britanniát - Cordelia királynő